# Torbryan
Torbryan – wieś w Anglii, w Devon. W 1961 civil parish liczyła 500 mieszkańców. Torbryan jest wspomniana w Domesday Book (1086) jako Torre/Torra